# 私人领域
公共领域理论认为，在资产阶级模型中，私人领域是一个人生活的领域。在这个领域，民众工作、交换货物、养家糊口。从这个角度而言，它独立于社会其他部分。

## 参看
- 公有领域
- 公共领域的结构转型